# Jorge Pelikan
Jorge Pelikan (* 23. April 1906 als Jiří Pelikán; † Juni 1984) war ein tschechisch-argentinischer Schachmeister.

## Leben
Pelikan spielte mit der Tschechoslowakei an den Schacholympiaden 1935 in Warschau, 1937 in Stockholm und 1939 in Buenos Aires, er erreichte 1935 das zweitbeste Einzelergebnis der Reservespieler. Außerdem nahm er an der inoffiziellen Schacholympiade 1936 in München teil. In den 1930er Jahren nahm er an zahlreichen Turnieren in Europa teil, u. a. gelang ihm ein Remis gegen den Weltmeister Alexander Aljechin in Poděbrady 1936. Der Beginn des Zweiten Weltkrieges während der Schacholympiade in Buenos Aires 1939 hatte zur Folge, dass Pelikan nicht mehr nach Europa zurückkehrte, sondern die argentinische Staatsbürgerschaft annahm. Er wurde in der Stadt Chacabuco bei Buenos Aires ansässig, nahm regelmäßig an Argentinischen Meisterschaften teil und gehörte bald zu den führenden argentinischen Schachmeistern. Sein sehr risikofreudiger, zweischneidiger Stil verhinderte allerdings, dass er bei nationalen Meisterschaften jemals in höhere Preisränge kam. Er gewann die erste Fernschachmeisterschaft von Argentinien. 1965 verlieh ihm die FIDE den Titel Internationaler Meister.
Pelikan untersuchte mit anderen argentinischen Meistern in den 1950er Jahren ein Abspiel in der Sizilianischen Verteidigung: 1. e2–e4 c7–c5 2. Sg1–f3 Sb8–c6 3. d2–d4 c5xd4 4. Sf3xd4 Sg8–f6 5. Sb1–c3 e7–e5 6. Sd4–b5 d7–d6. Diese Variante erhielt zunächst den Namen Pelikan-Variante (auch Pilnik-System, nach Herman Pilnik, der sie in den 1950ern auf Weltklasseniveau einsetzte), wurde später aber durch die analytischen Arbeiten sowjetischer Spieler in den 1970er Jahren international als Sweschnikow-Variante populär.